# Episodi di Absentia (terza stagione)
La terza e ultima stagione della serie televisiva Absentia è stata distribuita a livello internazionale, da Prime Video, il 17 luglio 2020.
In Italia la stagione è stata distribuita su Amazon Video il 10 settembre 2020. In chiaro è stata trasmessa in prima visione su Rai 4 dall'8 novembre al 29 novembre 2021.
| nº | Titolo              | Pubblicazione USA | Pubblicazione Italia |
| -- | ------------------- | ----------------- | -------------------- |
| 1  | Tabula rasa         | 17 luglio 2020    | 10 settembre 2020    |
| 2  | Capta est           | 17 luglio 2020    | 10 settembre 2020    |
| 3  | Nosce inimicum      | 17 luglio 2020    | 10 settembre 2020    |
| 4  | Alea iacta est      | 17 luglio 2020    | 10 settembre 2020    |
| 5  | Quid pro quo        | 17 luglio 2020    | 10 settembre 2020    |
| 6  | In quo ego vado vos | 17 luglio 2020    | 10 settembre 2020    |
| 7  | Liberavit           | 17 luglio 2020    | 10 settembre 2020    |
| 8  | Veritas aequitas    | 17 luglio 2020    | 10 settembre 2020    |
| 9  | Tenebris            | 17 luglio 2020    | 10 settembre 2020    |
| 10 | Iterum nata         | 17 luglio 2020    | 10 settembre 2020    |

## Tabula rasa
- Diretto da: Kasia Adamik
- Scritto da: Will Pascoe

### Trama
Emily è momentaneamente sospesa dall'FBI, è costantemente in allerta e sospettosa nei confronti di tutti. Nick sta lavorando autonomamente ad un caso ed ha un'informatrice, Emily lo scopre, poco dopo Nick viene rapito a causa della sua indagine.
- Ascolti Italia (in chiaro): telespettatori 145.000 – share 1,30%[5]

## Capta est
- Diretto da: Kasia Adamik
- Scritto da: Karen Wyscarver

### Trama
Emily rintraccia l'informatrice di Nick, una ragazza di nome Kai, grazie al suo aiuto scopre dove si trova Nick, ma arriva tardi. Emily informa l'FBI e da una telecamera scoprono chi ha preso Nick, un certo Dawkins, un sicario dell'organizzazione Meridian. Rintracciata l'auto di Dawkins, durante l'operazione di recupero sono accolti da un'esplosione.
- Ascolti Italia (in chiaro): telespettatori 152.000 – share 2,40%[5]

## Nosce inimicum
- Diretto da: Kasia Adamik
- Scritto da: Katrina Cabrera Ortega

### Trama
Nick viene drogato e tenuto prigioniero in una cella. Emily rifiuta l'idea che Nick sia morto nell'esplosione, pur di ritrovarlo riesce a contattare ed incontrare Dawkins, durante l'incontro grazie alle abilità informatiche di Kai scopre che Nick è in Europa, ma qualcosa va storto e Kai precipita da grande altezza mentre sta lottando con uno scagnozzo di Dawkins.
- Ascolti Italia (in chiaro): telespettatori 85.000 – share 2,20%[5]

## Alea iacta est
- Diretto da: Kasia Adamik
- Scritto da: Kristy Lowrey

### Trama
Prima di morire Kai consegna ad Emily i file cercati da Dawkins. Nick continua ad essere drogato e torturato psicologicamente, ma non parla. Dawkins riesce ancora a sfuggire dall'FBI. Emily sospetta che nel loro ufficio dell'FBI ci sia una talpa dal momento che Dawkins aveva il suo fascicolo dell'Accademia e sapeva di Kay, di fronte all'inerzia di Gunnarson la colpisce con un pugno e e si dimette dall'FBI.. Emily pur di salvare Nick decide di scendere a patti con Dawkins.
- Ascolti Italia (in chiaro): telespettatori 125.000 – share 0,7%[6]

## Quid pro quo
- Diretto da: Kasia Adamik
- Scritto da: Joanne Kelly

### Trama
Emily è in volo con Dawkins verso l'Europa. Nick ha delle visioni, affiorano i suoi punti deboli, ma continua a resistere. Cal viene mandato in Europa per cercare con discrezione Nick ed Emily. Dawkins ed Emily subiscono un agguato ed Emily viene rapita, ma è un piano architettato dalla stessa Emily. Nella caccia a Dawkins Emily si imbatterà nei manovratori dietro Meridian.
- Ascolti Italia (in chiaro): telespettatori 115.000 – share 1,1%[6]

## In quo ego vado vos
- Diretto da: Kasia Adamik
- Scritto da: Katrina Cabrera Ortega

### Trama
Emily e Cal collaborano nella ricerca di Nick, nel corso del viaggio tra i due si crea un forte sentimento. Quando raggiungono il luogo dove Nick è prigioniero trovano delle prove che si collegano al caso a cui Nick lavorava a Boston, ma di Nick non c'è traccia.
- Ascolti Italia (in chiaro): telespettatori 89.000 – share 1,6%[6]

## Liberavit
- Diretto da: Greg Zglinski
- Scritto da: Karen Wyscarver

### Trama
Emily propone di restituire i file rubati da Kai in cambio di Nick, e chiede le prove che sia vivo. Nick durante il trasferimento nel nuovo centro è riuscito a scambiarsi con un altro prigioniero e successivamente a fuggire da un camion in corsa. Emily legge sul cellulare di Cal un messaggio da Gunnarsen, da qui ne nasce un pesante scontro che porta Emily ad abbandonare Cal, e a proseguire da sola la ricerca fino ad intercettare una comunicazione radio degli uomini della Meridian che le consente di tendere un agguato al furgone che trasporta Nick e a liberarlo.
- Ascolti Italia (in chiaro): telespettatori 152.000 – share 0,9%[7]

## Veritas aequitas
- Diretto da: Greg Zglinski
- Scritto da: Will Pascoe

### Trama
Emily con un'azione rocambolesca libera Nick, prima di ripartire verso Boston Nick convince Emily ad aiutare i profughi catturati da Meridian. Cal si infiltra in Meridian nella speranza di chiudere i suoi conti col passato. Nel frattempo Crown e Gunnarsen si avvicinano alla talpa dentro l'FBI. Alla fattoria, dove si sono rifugiati Flynn e Warren, arriva Dawkins. Emily viene colpita alle spalle e catturata.
- Ascolti Italia (in chiaro): telespettatori 133.000 – share 1,3%[7]

## Tenebris
- Diretto da: Greg Zglinski
- Scritto da: Kristy Lowrey

### Trama
Nick riesce a far scappare molti profughi. Emily dopo essere stata torturata riesce a fuggire e a raggiungere Elliot, una delle menti del sistema, inoltre scopre che dietro Meridian c'è una potente azienda farmaceutica, e la sperimentazione di agenti biologici sui profughi. L'intervento dell'Interpol porta alla liberazione di tutti gli ostaggi detenuti ed all'arresto di tutto il personale paramilitare della struttura. Crown e Gunnarsen vanno ad arrestare Webb, la presunta talpa, ma lo trovano impiccato nella sua stanza d'Hotel. Flynn con astuzia riesce a liberarsi di Dawkins facendolo precipitare nel vecchio pozzo della fattoria.
- Ascolti Italia (in chiaro): telespettatori 122.000 – share 1,10%[8].

## Iterum nata
- Diretto da: Greg Zglinski
- Scritto da: Joanne Kelly, Will Pascoe

### Trama
Emily e Nick tornati a Boston incontrano Flynn. Crown ha forti dubbi che Webb possa non essere stata la talpa. Dal telefono di Dawkins si trovano delle telefonate con Gunnarsen. Emily capisce che la sua famiglia non sarebbe mai stata al sicuro e pertanto viene inscenata la morte di Nick e Flynn nell'incendio della loro casa. Pedinando la Gunnarsen si scopre il suo legame con l'azienda farmaceutica dietro tutti gli eventi i cui vertici vengono arrestati e l'agente biologico che con ogni probabilità avrebbe dovuto provocare un'epidemia per cui l'azienda avrebbe avuto la cura viene recuperato. Passati sei mesi Emily pare aver cambiato vita, è una barista, Cal la raggiunge e sono felici di rivedersi, ma in realtà stanno osservando un sospetto trafficante d'armi.
- Ascolti Italia (in chiaro): telespettatori 111.000 – share 1,80%[8]